# 南通轨道交通2号线
南通轨道交通2号线，是中國江苏省南通市的一条地铁线路，西起幸福站，东至先锋站，一期全长20.85公里，共17座车站，大致呈L形走向，全部为地下线。线路于2018年10月26日开工，于2023年12月27日开通运营。

## 历史
2018年1月10日，轨道交通2号线设计招标启动。
2018年3月23日，轨道交通2号线一期工程第二次环评公示。本次环评公示中，2号线一期工程沿线设置的17座站点首次披露，线路北起港闸区幸福镇，东接通州区先锋镇。
2018年3月24日的南通新闻透露，2号线将于2018年内开工。
2018年4月24日，2号线一期工程环境影响报告书全本公示。
2018年4月25日至27日，2号线一期工程可行性研究报告评估会举行，并通过专家评审。根据报告，线路计划于2018年底开工建设，2023年6月建成。
2018年5月30日，南通市行政审批局批复南通市城市轨道交通2号线一期工程环境影响报告书。
2018年6月28日，江苏发改委批复南通市城市轨道交通2号线一期工程可行性研究报告。
2018年10月26日，南通轨道交通2号线正式开工。
2019年7月26日，南通市住房和城乡建设局就《南通市轨道交通1、2号线一期工程沿线车站站名命名方案》公开征求意见。9月25日，轨道交通1、2号线部分站点命名调整方案公示，2号线由大饭店站调整为青年中路站、车管所站调整为通富北路站。11月8日，1、2号线一期工程沿线站点命名公示。
2020年1月7日，首台盾构机始发。4月15日，永达路站完成封顶，成为全线首个完成封顶的车站。7月16日，南通东站站至太平路北站盾构区间左线贯通，成为首个单线贯通的区间隧道。
2020年8月14日，轨道交通1、2号线一期工程沿线正式站名公布。
2021年10月29日，和平桥站顺利封顶，1、2号线一期工程实现全线主体结构封顶。和平桥站施工条件较为困难，地质条件差，存在较高安全风险，且老旧建筑物密集、地下管线老旧复杂、场地狭窄等难题，运用高精度自动化监测系统和支撑液压伺服系统等措施推进轨道交通工程进度。
2022年2月23日，1、2号线空间纽带（联络线）顺利打通，为后期跨线运行奠定了坚实基础。
2022年5月26日，易家桥站至青年路站盾构区间贯通，这是2号线一期工程最后一个区间，6月15日，一期工程盾构区间工程施工任务全部完成。8月19日，实现正线轨通。
2022年12月20日，2号线首列车正式亮相。
2022年12月30日，2号线一期工程顺利实现全线35kV电通。
2023年2月23日，2号线顺利完成电客车转线工作，为正线热滑顺利开展奠定基础。
2023年3月13日，2号线一期工程完成全线热滑试验，并正式启动动车调试。
2023年5月30日至6月1日，2号线一期工程通过项目工程验收
2023年6月19日，2号线一期工程试运行。
2023年9月14日，2号线全线热烟测试通过。
2023年9月13日至15日，南通市交通运输局组织开展南通轨道交通2号线一期工程初期运营前安全预评估检查工作。
2023年10月23日，2号线通过竣工验收。
2023年11月24日至26日，2号线初期运营前安全评估会举行，安全评估通过。
2023年11月29日，2号线顺利通过初期运营前公共安全评估。
2023年12月8日至10日，1、2号线开展免费试乘活动。试乘期间，南通火车站站暂不开通，长岸站至南通火车站也同步开通3天免费接驳定制专线。

## 车站
南通轨道交通2号线目前共有17座车站，其中和平桥站和文峰站可与南通轨道交通1号线换乘，南通火车站暂缓开通。

### 车站列表
本列表中显示的站名依据于2020年8月14日公布的正式站名。
| 中文站名   | 英文站名                    | 换乘线路 | 站台形式     | 启用日期       |
| ---------- | --------------------------- | -------- | ------------ | -------------- |
| 幸福       | Xingfu                      |          | 地下二层岛式 | 2023年12月27日 |
| 南通火车站 | Nantong Railway Station     |          | 地下二层岛式 | 暫未開通       |
| 长岸       | Chang'an                    |          | 地下二层岛式 | 2023年12月27日 |
| 北大街     | Bei Dajie                   |          | 地下二层岛式 | 2023年12月27日 |
| 北城大桥   | Beicheng Bridge             |          | 地下三层岛式 | 2023年12月27日 |
| 钟秀西路   | Zhongxiu Xilu               |          | 地下二层岛式 | 2023年12月27日 |
| 和平桥     | Hepingqiao                  | 1号线    | 地下三层岛式 | 2023年12月27日 |
| 体育公园   | Sports Park                 |          | 地下三层岛式 | 2023年12月27日 |
| 易家桥     | Yijiaqiao                   |          | 地下二层岛式 | 2023年12月27日 |
| 文峰       | Wenfeng                     | 1号线    | 地下三层岛式 | 2023年12月27日 |
| 五一路     | Wuyi Lu                     |          | 地下二层岛式 | 2023年12月27日 |
| 园林路     | Yuanlin Lu                  |          | 地下二层岛式 | 2023年12月27日 |
| 汽车东站   | East Coach Station          |          | 地下二层岛式 | 2023年12月27日 |
| 通富北路   | Tongfu Beilu                |          | 地下二层岛式 | 2023年12月27日 |
| 观音山     | Guanyinshan                 |          | 地下二层岛式 | 2023年12月27日 |
| 南通东站   | Nantongdong Railway Station |          | 地下二层岛式 | 2023年12月27日 |
| 先锋       | Xianfeng                    |          | 地下二层岛式 | 2023年12月27日 |

### 车站特色

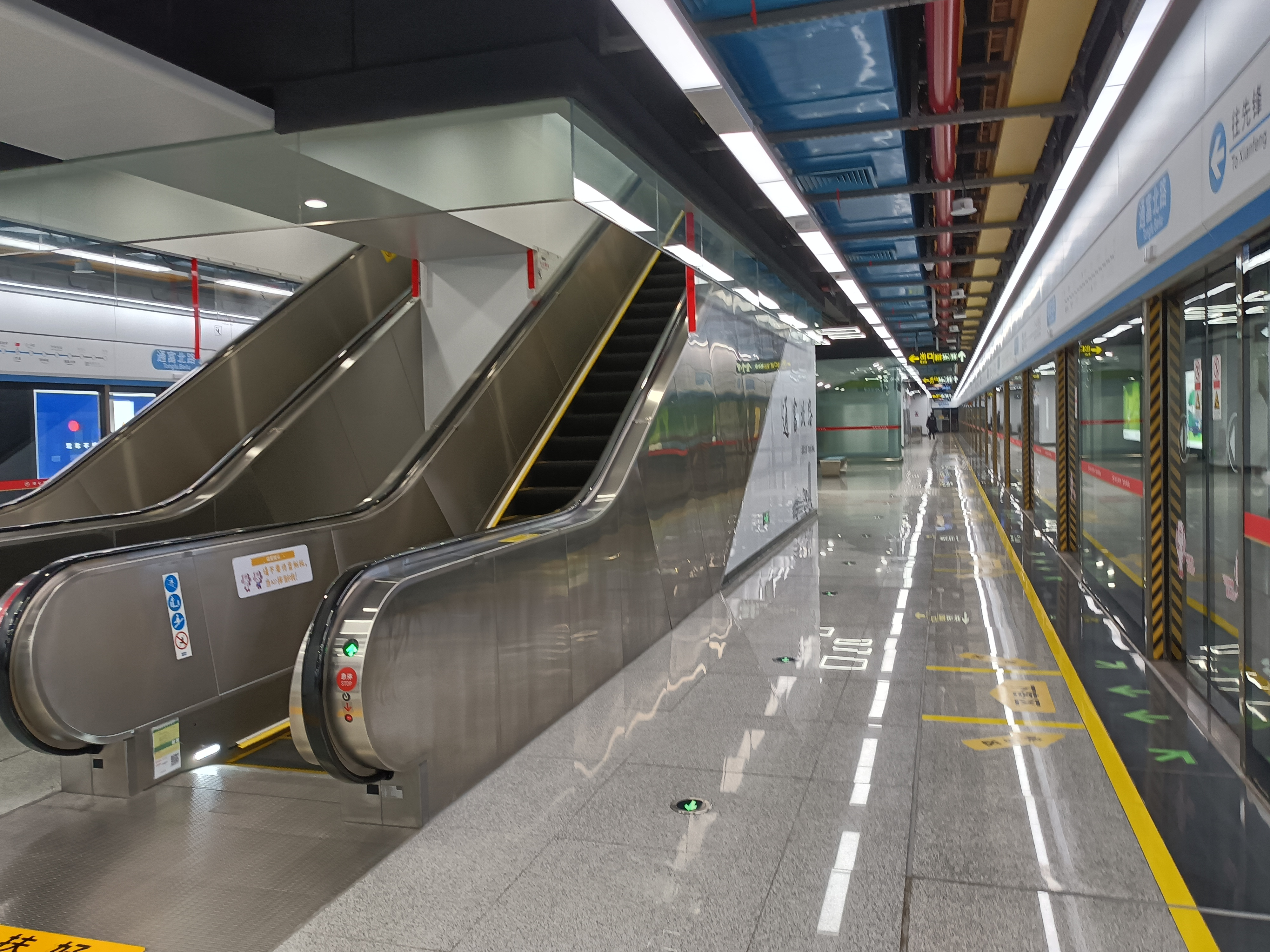
通富北路站站台

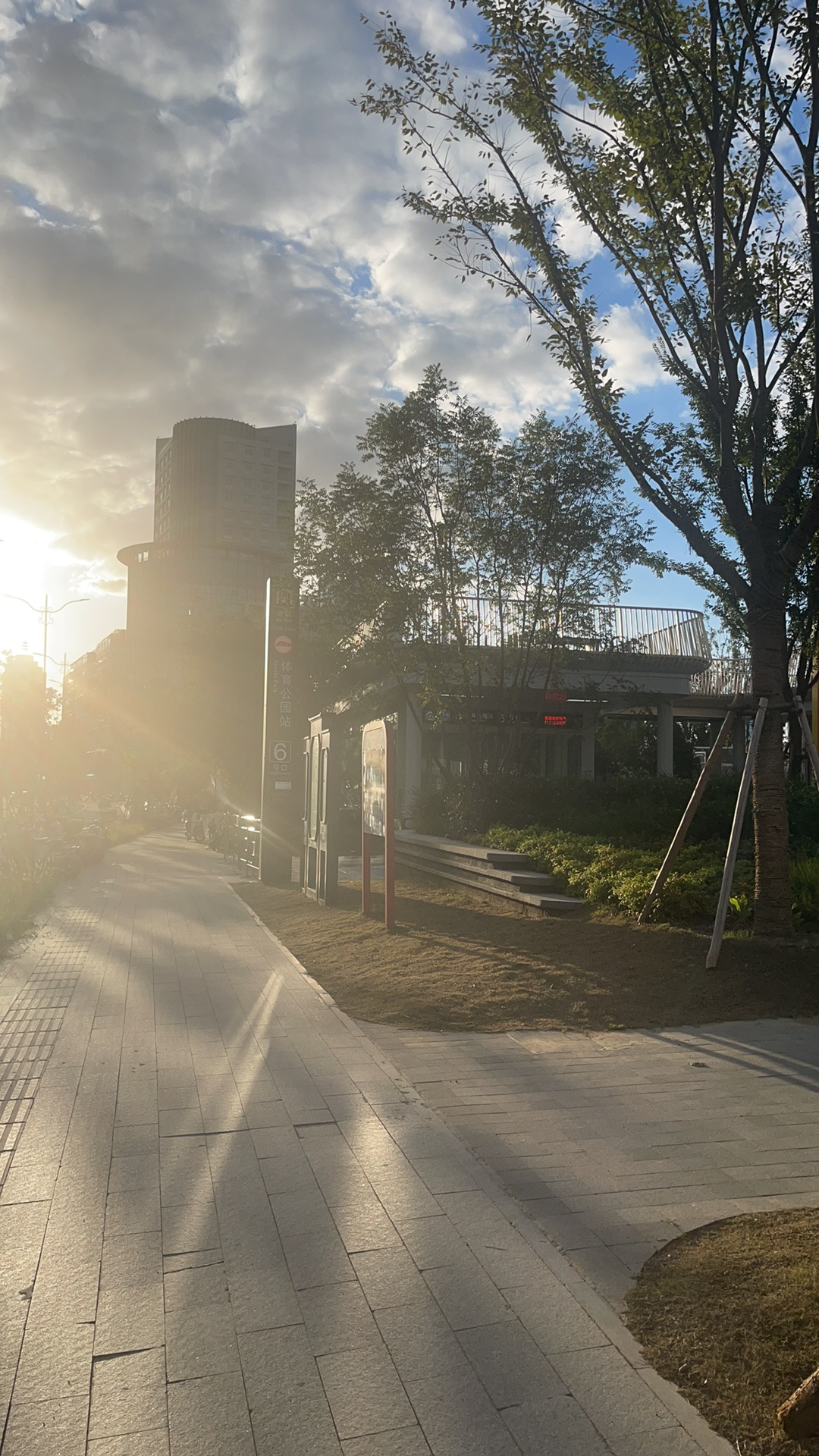
体育公园站

通富北路站、汽车东站和幸福站是江苏省首批“纯素颜”装修车站，取消天花板造型，可减少筑耗材、增加车站挑高，最大化利用建筑空间。
通富北路站的设计以“艺术化工装风”为，使用外露设备的方式取代天花板吊顶，简洁又富有秩序的美感。
园林路站色调清爽活泼，以白色和淡蓝色为主，装修以简约美观为设计原则。
体育公园站以“冠军之路”为主题，呈现“运动健儿拼搏奋发、突破自我的精神特质”。

## 列车

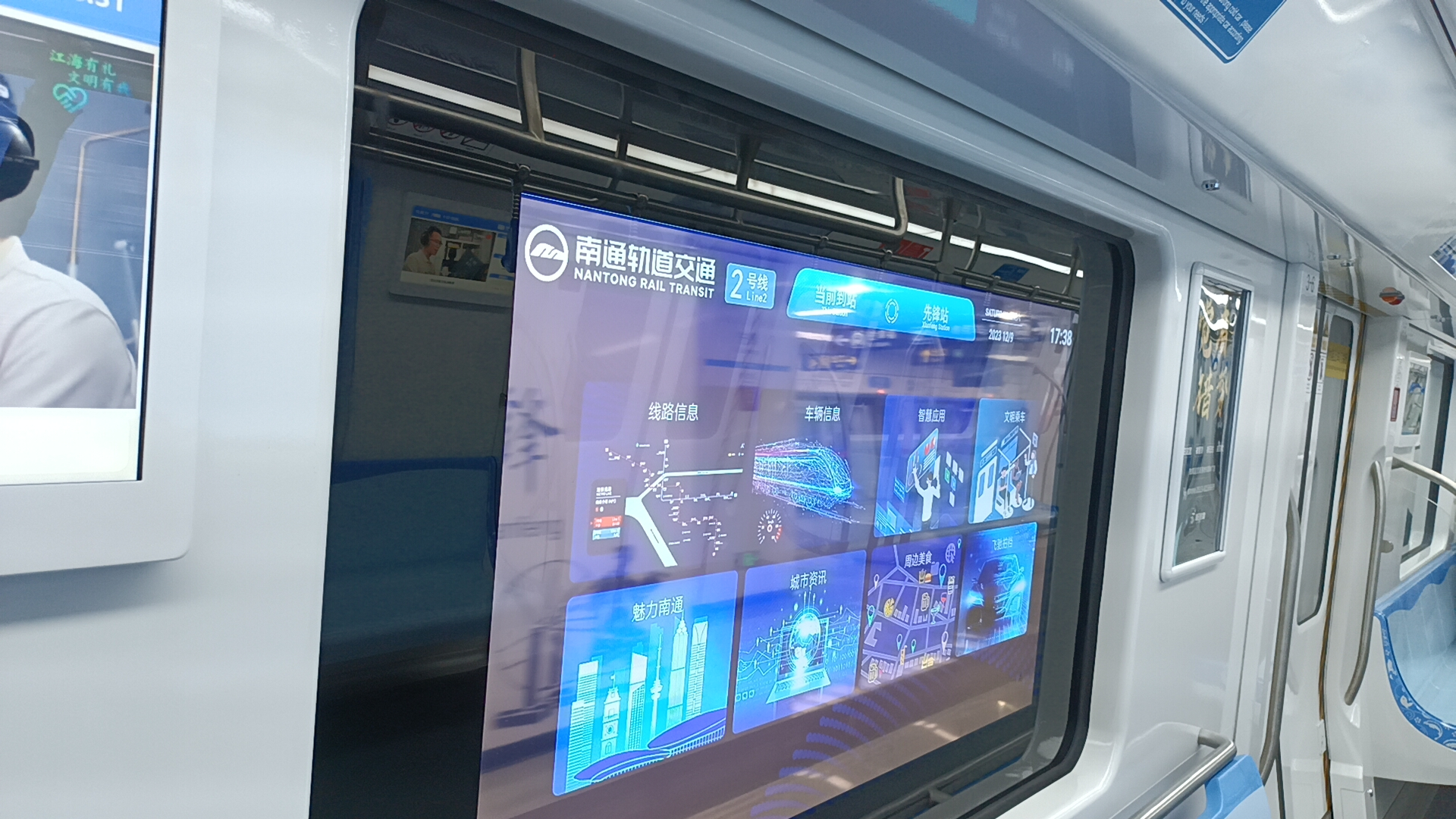
2号线列车上的OLED智慧魔窗

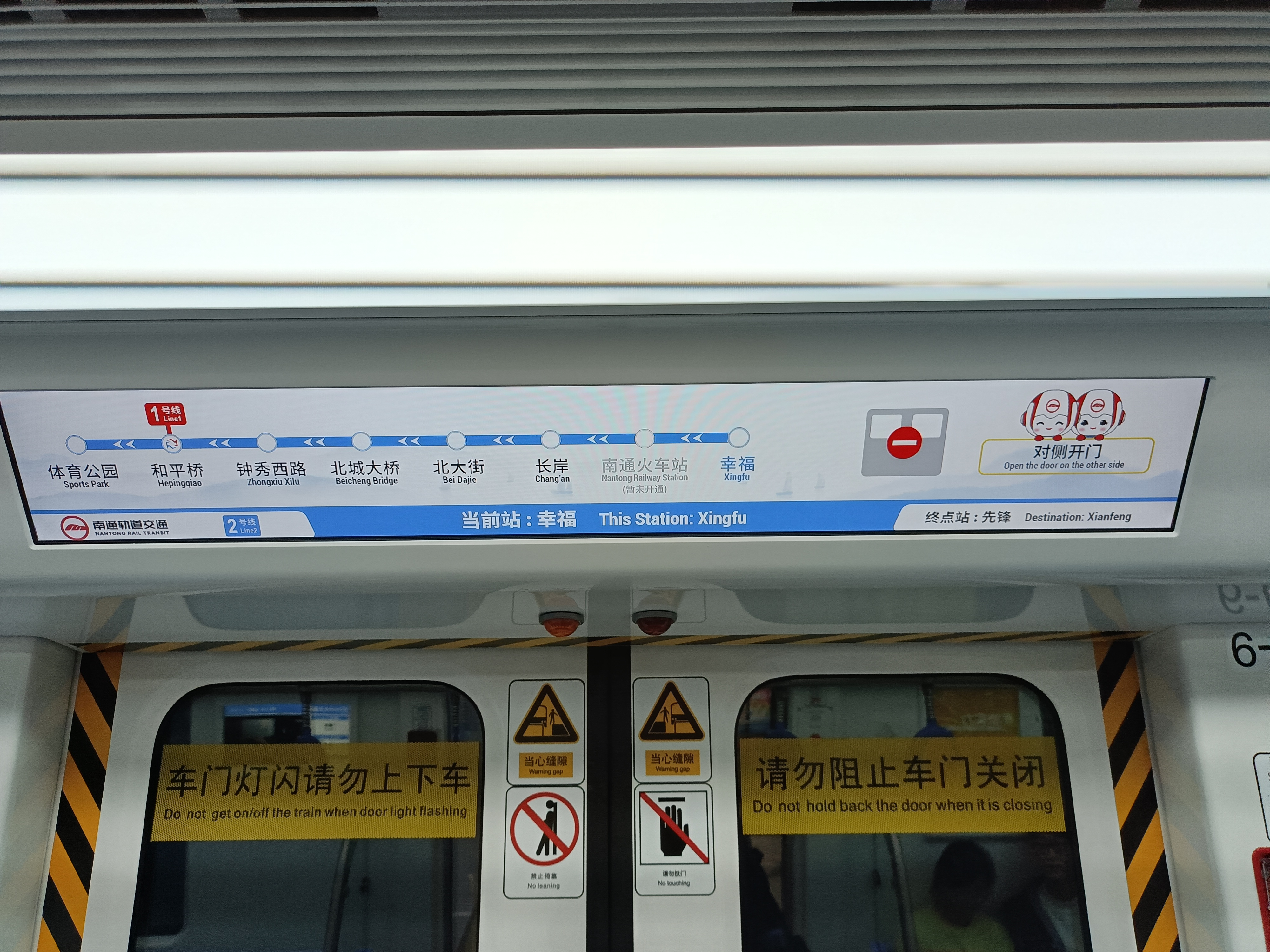
2号线列车上的LCD动态地图

2号线列表共计21列/126辆，车辆的车体结构为采用全焊接铝合金B2型，最高运行速度80公里/小时，最大载客量2132人。
车辆“江豚戏水”为主题，并在腰带、门页处印有蓝印花纹，将国家级物质文化遗产蓝印花布的经典纹样“梅兰竹菊”与“江豚戏水”进行艺术融合。内饰主题为“瀚海佳境”，座椅背部呈现深浅分色波浪造型，与屏风板上掀的海浪形态柔和在一起，屏风板亦有蓝印花纹，拉手环采用江豚造型，同时与车辆外观相呼应。车门上方42.7寸超大LCD电子动态地图。车内配置了USB充电和无线充电装置。
2号线的前3列和第10列配备OLED智慧魔窗，可查看线路信息、车辆信息、智慧应用、城市资讯、周边美食商场信息等各类信息，提升了便捷度以及地铁空间的科技感。